# UBE2G2
UBE2G2 (англ. Ubiquitin conjugating enzyme E2 G2) – білок, який кодується однойменним геном, розташованим у людей на короткому плечі 21-ї хромосоми. Довжина поліпептидного ланцюга білка становить 165 амінокислот, а молекулярна маса — 18 566.
| 10         |  | 20         |  | 30         |  | 40         |  | 50         |
| ---------- |  | ---------- |  | ---------- |  | ---------- |  | ---------- |
| MAGTALKRLM |  | AEYKQLTLNP |  | PEGIVAGPMN |  | EENFFEWEAL |  | IMGPEDTCFE |
| FGVFPAILSF |  | PLDYPLSPPK |  | MRFTCEMFHP |  | NIYPDGRVCI |  | SILHAPGDDP |
| MGYESSAERW |  | SPVQSVEKIL |  | LSVVSMLAEP |  | NDESGANVDA |  | SKMWRDDREQ |
| FYKIAKQIVQ |  | KSLGL      |  |            |  |            |  |            |

A: Аланін

C: Цистеїн

D: Аспарагінова кислота

E: Глутамінова кислота

F: Фенілаланін

G: Гліцин

H: Гістидин

I: Ізолейцин

K: Лізин

L: Лейцин

M: Метіонін

N: Аспарагін

P: Пролін

Q: Глутамін

R: Аргінін

S: Серин

T: Треонін

V: Валін

W: Триптофан

Кодований геном білок за функцією належить до трансфераз. 
Задіяний у таких біологічних процесах, як убіквітинування білків, ацетилювання, альтернативний сплайсинг. 
Білок має сайт для зв'язування з АТФ, нуклеотидами. 